# Cetatea Grădețului
Cetatea Grădețului sau Cetatea de la Grădeț este situată pe vârful dealului Grădeț, la confluența pârâului Stilbița cu Topolnița, la nord-vest de Turnu Severin, în actualul județ Mehedinți. Din acest punct înalt se poate supraveghea ușor valea Topolniței și albia pârâului Clicevăț, precum și drumul străvechi ce trecea în imediata apropiere a dealului, ducând la Dunăre. Ruinele cetății sunt clasate ca monument istoric, cod LMI MH-I-s-B-10051.

## Interpretări romantice
Ruinele fortificației sunt semnalate prima oară de către istoricul Cezar Bolliac în peregrinările sale din anul 1869, publicând impresiile și teoriile sale într-o lucrare apărută chiar în acel an (Cezar Bolliac „Excursiune arheologică în anul 1869“, București, 1869). În acea lucrare, referindu-se la fortificația de pe dealul Grădețului, afirma că avem de a face cu o fortificație dacică. La baza teoriei stă denumirea „Zidina dacilor“, cât și asemănarea aparentă, ca amplasare și tip de zidire, cu fortificațiile dacice din Munții Orăștiei, aflate în relativă apropiere.
Vasile Dimitrescu, un istoric local, 20 de ani mai târziu, dă primele informații tehnice cu privire la planul cetății și grosimea zidurilor, aducând o altă informație cu privire la legendele care circulau printre localnici. Astfel aduce la cunoștință că localnicii mai numesc ruinele „Cetatea lui Mateiaș“ și că acolo, de mult, s-ar fi purtat o luptă a românilor și ungurilor împotriva tătarilor. Aceștia, câștigând lupta, au dărâmat cetatea și au stăpânit zona o bucată de timp.
La începutul secolului al XX-lea, istoricul Teohari Antonescu face la rândul lui o descriere detaliată a cetății, afirmând și el, ca și predecesorul său, că este vorba despre ruine dacice. Tot atunci, lucrând la strângerea materialului pentru monumentala lucrare „Getica“, istoricul și arheologul Vasile Pârvan vizitează și el ruinele afirmând pentru prima oară că ar fi vorba despre ruine medievale, nicidecum dacice sau romane.
Cetatea apare în două dicționare geografice, unul din 1894, unde este prezentată ca fiind castru roman, iar al doilea din 1947, unde se afirmă că ar fi fost ctitorie a lui Matei Basarab.
După 1945 au mai apărut câteva studii importante care abordează cetatea ca fiind un punct fortificat medieval aparținând sistemului defensiv al Țării Românești. Aceste studii au fost făcute beneficiind de rapoartele săpăturilor arheologice întreprinse la ruine. Printre cei care abordează problema sunt: Mișu Davidescu, Gheorghe I. Cantacuzino și Valentin Sălăgeanu (ultimii doi în contextul unor lucrări mai ample ce tratează sistemul de fortificații medieval al Țării Românești).

## Investigații arheologice
Primele săpături arheologice sistematice au fost efectuate de prof. Alexandru Bărcăcilă între anii 1964-1965. Acestea au relevat o fortificație de forma unui poligon neregulat în suprafață de 25X40m, cu unele laturi rotunjite, având orientarea nord-vest - sud-est, pliată pe forma dealului. Zidul de incintă, cu o grosime variind între 2m și 2,50m, era construit din bolovani de șist sparți neregulat, prinși cu mortar din var și nisip cu bobul mare. Calitatea inferioară a mortarului, precum și neatenția la așezarea bolovanilor induce ideea unei fortificații făcute în grabă, ca urmare a unor necesități de apărare imediată.
Poarta, situată pe latura de sud a incintei, era încadrată de ziduri groase de 3m. Aici s-au găsit urme de modificare ulterioară (probabil datorită stricăciunilor suferite în urma luptelor) prin îngustarea deschiderii porții adăugându-se un perete de piatră spartă pe una din margini. Aceiași reparație ulterioară se observă la întregul colț sud-est al porții. Aceste reparții au fost făcute în cea mai mare grabă, probabil chiar în timpul unui asediu, căci materialele folosite, precum și tehnica de înbinare sunt absolut primitive neasigurând în nici un fel vreo duritate a lucrării.
Pe latura de nord a incintei era situat un turn semi-circular, apreciat ca având două etaje, folosit, probabil, ca donjon în prima fază a construcțiilor.
În incintă a fost dezvelit un donjon circular, ridicat în centrul fortificației. Tehnica de construcție a acestuia diferă substanțial de cea a zidurilor, fiind construit din blocuri de piatră cu rosturi mari între ele. Această diferență a condus la ideea că cetatea a avut două etape de utilizare diferite în timp.
Despre istoricul fortificațiilor nu sunt prea multe de spus din lipsa aproape totală a surselor. Descoperirile de materiale arheologice sunt sărace constând în ceramică comună, specifică secolelor al XIII-lea și al XIV-lea, numeroase mandibule de cal și a două piese de pinten nu pot aduce prea multă lumină în această problemă, poate cel mult să se presupună că garnizoana era asigurată de o trupă de cavalerie. Totuși s-a emis ipoteza că cetatea ar fi fost costruită la începutul secolului al XIII-lea de către vreun feudal autohton (pe baza ceramicii specifice epocii), fiind distrusă de marea invazie mongolă din 1241.
O altă ipoteză afirmă că ar fi putut fi construită spre sfârșitul secolului al XIV-lea în timpul cât Banatul de Severin ar fi fost deținut de voievozii Țării Românești, sau chiar o ipoteză care le înbină pe amândouă susținând că ar fi vorba de două etape de utilizare, una la începutul secolului al XIII-lea, alta la sfârșitul celui următor. Oricum ar fi nici una dintre ipoteze nu poate fi suficient argumentată.
Singura sursă scrisă a epocii care o atestă este un document emis de banul de Severin, Nicolaus de Redwitz, datat 24 februarie 1430 care, inventariind sistemul defensiv al banatului pomenește fortificația ca fiind dezafectată.